# Aleixo de Abreu
Aleixo de Abreu (* 1568 in Alcáçovas; † 1630 in Lissabon) war ein portugiesischer Arzt.

## Leben
Abreu studierte Medizin an der Universität Coimbra. Als einer der ersten Europäer beschäftigte er sich mit afrikanischen Krankheiten. Seine Forschungen führten ihn gemeinsam mit Afonso Furtado de Mendonça für neun Jahre nach Angola. König Philipp III. ernannte ihn zum Hofarzt.

## Schriften
- Tratado do Mal de Luanda
- 1623: Tratado de las Siete Enfermedades